# Karolina Łodyga
Karolina Łodyga (ur. 13 kwietnia 1984 w Gdyni) – niemiecko-polska aktorka. Wychowywała się w Berlinie i tam w latach 2001–2007 uczyła się zawodu, a obecnie mieszka w bawarskim Pegnitz. Ma na koncie kilka ról teatralnych. Regularnie gra w niemieckich produkcjach telewizyjnych, często wcielając się w postaci imigrantek z krajów słowiańskich.
Serial „4 Blocks” z jej udziałem był emitowany w Polsce w 2017 roku na antenie telewizji TNT Polska.